# Kluczynski Federal Building
El Kluczynski Federal Building es un rascacielos ubicado en el centro de Chicago, Illinois. La estructura de 45 pisos y 171 m de altura fue diseñada por Ludwig Mies van der Rohe y se completó en 1974 como la última parte del nuevo Centro Federal, en el lugar que antes ocupaba el Chicago Federal Building del arquitecto Henry Ives Cobb.
Fue nombrado en honor al congresista John C. Kluczynski, quien representó al 5.º distrito congresional de Illinois desde 1951 hasta su muerte en 1975. Este es uno de los tres edificios de van der Rohe en el complejo Federal Center Plaza: los otros son la oficina de correos de Loop Station y el Palacio de Justicia de los Estados Unidos, Everett McKinley Dirksen.

## Características
El Kluczynski Federal Building está construido con una estructura de acero y tiene 111 484 m². El exterior está revestido de vidrio teñido de bronce enmarcado en marcos de aluminio brillante. Debajo de las ventanas hay paneles de antepecho de acero pintados de negro mate y las ventanas están separadas horizontalmente por parteluces de acero de vigas en I de acero salientes también pintadas de negro. El vestíbulo de dos pisos está empotrado, lo que permite que una columnata o pilotes rodeen el edificio al nivel de la calle. Las paredes interiores y los pisos del vestíbulo están cubiertos de granito que se extiende hasta la plaza. El vestíbulo contiene varias placas conmemorativas que fueron retiradas del edificio anterior.
Todo el complejo se basa en un patrón de cuadrícula de 9 m para que los adoquines de granito en la plaza se extiendan a los vestíbulos del edificio y hacia los lados, para así crear una unidad entre las tres estructuras. El Centro es similar al anterior Toronto-Dominion Centre de Mies y se amplió en 1991 con la adición del Federal Metcalfe Building de 28 pisos al sur a través de Jackson Boulevard.
En 2009, GSA emprendió un importante proyecto para mejorar la eficiencia energética que incluía película solar en las ventanas, iluminación LED, HVAC mejorado y otros sistemas mecánicos. Tras la obra, el edificio recibió la certificación LEED Plata.
La escultura Flamingo de Alexander Calder, de 16 m escultura de acero rojo, fue inaugurada en la plaza el 24 de octubre de 1974. La escultura fue conservada y restaurada en 1998. La plaza también es el sitio de un mercado de agricultores semanal durante las temporadas de primavera y verano, abierto a la comunidad.
Las agencias federales en el edificio incluyen el Servicio de Reclutamiento de la Fuerza Aérea, la Agencia de Pasaportes del Departamento de Estado, el Departamento de Trabajo, el Servicio de Rentas Internas, la Oficina de Administración de Personal, la Comisión de Seguridad de Productos para el Consumidor, la Administración de Servicios Generales y las oficinas de los senadores estadounidenses de Illinois, Richard "Dick" Durbin y Tammy Duckworth.
Luego de su elección como presidente el 4 de noviembre de 2008, Barack Obama estableció las oficinas de transición de su administración en el edificio federal, lo que provocó mayores medidas de seguridad en los alrededores.